# Stasys Raštikis
Stasys Raštikis (ur. 13 września 1896 w Kurszanach, zm. 3 maja 1985 w Los Angeles) – litewski generał, Naczelny Wódz Litewskich Sił Zbrojnych, po 1945 działacz litewskiej emigracji w USA i dziennikarz.

## Życiorys
W 1915 zaciągnął się na ochotnika do armii rosyjskiej. W trakcie I wojny światowej ukończył szkołę wojskową w Tyflisie. Po wojnie powrócił na Litwę, gdzie walczył przeciwko wojskom bolszewickim i polskim.
W latach 1925–1929 studiował na Uniwersytecie Witolda Wielkiego w Kownie, później kształcił się w akademii wojskowej w Niemczech.
W 1934 został powołany na stanowisko szefa sztabu generalnego, a w 1937 prezydent Antanas Smetona mianował go generałem brygady. Notabene Raštikis był związany rodzinnie ze Smetoną – jako mąż córki starszego brata prezydenta – Motiejusa Smetony. W 1940 został awansowany do rangi generała dywizji.

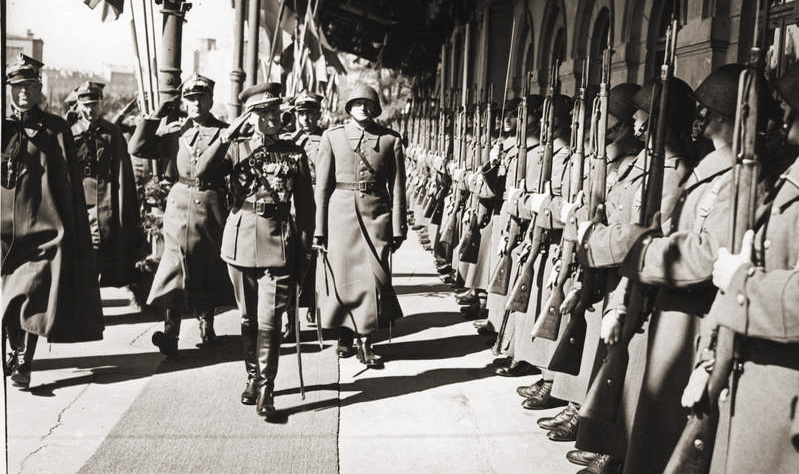
Gen. Raštikis podczas wizyty w Warszawie, maj 1939

Od stycznia 1935 do 1940 był Naczelnym Wodzem LSZ. Od marca do grudnia 1938 sprawował również funkcję ministra obrony narodowej. Był postacią kontrowersyjną – w czerwcu 1940 opowiedział się na naradzie u prezydenta Smetony przeciwko stawieniu zbrojnego oporu wobec ultimatum sowieckiego, mimo że przez kilka poprzednich lat uspokajał litewskie władze co do stanu obronności państwa.
Po aneksji Litwy przez ZSRR wyjechał do III Rzeszy, by wkrótce wrócić do kraju, zajętego przez wojska niemieckie w wyniku operacji Barbarossa. Objął wówczas funkcję ministra obrony w powołanym wówczas Litewskim Rządzie Tymczasowym, którą pełnił do samorozwiązania rządu, które nastąpiło na żądanie Niemiec 5 sierpnia 1941. Następnie pracował w kowieńskim Muzeum Wojskowym im. Witolda Wielkiego.
Przed kontrofensywą Armii Czerwonej na froncie wschodnim ponownie ewakuował się do Niemiec, skąd w 1949 wyemigrował do USA. W Ameryce zajmował się dziennikarstwem – publikował w litewskich pismach emigracyjnych: "Karo archyvas", "Mūsų žinynas", "Karys", "Trimitas", "Lietuvių archyvas", "Dirva" i "Tėvynės sargas".
Zmarł w Los Angeles wiosną 1985. W 1993 jego szczątki zostały przeniesione do Kowna i uroczyście złożone na cmentarzu Pietraszuńskim.

## Odznaczenia

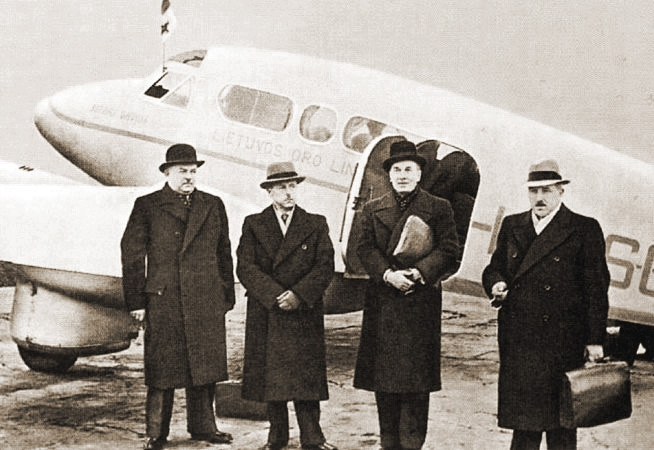
Delegacja Litwy dla zawarcia układu litewsko-sowieckiego o pomocy wzajemnej. Moskwa 7 października 1939. Od lewej: Norkaitis, gen. Stasys Raštikis, Juozas Urbšys, wicepremier Kazimieras Bizauskas.

Został odznaczony m.in. estońskim Orderem Krzyża Orła I klasy (1939). 6 maja 1939 złożył wizytę w Polsce, gdzie został przyjęty z honorami przez marszałka Edwarda Rydza-Śmigłego oraz prezydenta Ignacego Mościckiego i odznaczony Krzyżem Wielkim Orderu Odrodzenia Polski.